# Trofeo Laigueglia 2023
Trofeo Laigueglia 2023 var den 60. udgave af det italienske cykelløb Trofeo Laigueglia. Det 201,3 km lange linjeløb blev kørt den 1. marts 2023 med start og mål i Laigueglia i den nordvestligste del af landet. Løbet var en del af UCI ProSeries 2023. Løbet blev vundet af franske Nans Peters fra AG2R Citroën Team.

## Resultat
| \| Samlede stilling \| Samlede stilling \| Samlede stilling \| Samlede stilling \| Samlede stilling \| \| Rytter \| Rytter \| Hold \| Tid \| \| \| ---------------- \| -------------------------- \| ------------------------ \| ---------------- \| ---------------- \| \| 1. \| Nans Peters \| AG2R Citroën Team \| 5t 08' 28" \| \| \| 2. \| Andrea Vendrame \| AG2R Citroën Team \| + 46" \| \| \| 3. \| Alessandro Covi \| UAE Team Emirates \| + 46" \| \| \| 4. \| Lorenzo Rota \| Intermarché-Circus-Wanty \| + 46" \| \| \| 5. \| Clément Champoussin \| Arkéa-Samsic \| + 46" \| \| \| 6. \| Romain Grégoire \| Groupama-FDJ \| + 46" \| \| \| 7. \| Jefferson Alexander Cepeda \| EF Education-EasyPost \| + 50" \| \| \| 8. \| Benoît Cosnefroy \| AG2R Citroën Team \| + 1' 33" \| \| \| 9. \| Diego Ulissi \| UAE Team Emirates \| + 1' 46" \| \| \| 10. \| Georg Zimmermann \| Intermarché-Circus-Wanty \| + 1' 55" \| \| |                            |                          |            |
| |                            |                          |            |
| Kilde: ProCyclingStats |                            |                          |            |
| Samlede stilling |                            |                          |            |
| Rytter | Rytter                     | Hold                     | Tid        |
| 1. | Nans Peters                | AG2R Citroën Team        | 5t 08' 28" |
| 2. | Andrea Vendrame            | AG2R Citroën Team        | + 46"      |
| 3. | Alessandro Covi            | UAE Team Emirates        | + 46"      |
| 4. | Lorenzo Rota               | Intermarché-Circus-Wanty | + 46"      |
| 5. | Clément Champoussin        | Arkéa-Samsic             | + 46"      |
| 6. | Romain Grégoire            | Groupama-FDJ             | + 46"      |
| 7. | Jefferson Alexander Cepeda | EF Education-EasyPost    | + 50"      |
| 8. | Benoît Cosnefroy           | AG2R Citroën Team        | + 1' 33"   |
| 9. | Diego Ulissi               | UAE Team Emirates        | + 1' 46"   |
| 10. | Georg Zimmermann           | Intermarché-Circus-Wanty | + 1' 55"   |

## Hold og ryttere
| UCI WorldTeams (9)- AG2R Citroën Team - Cofidis - EF Education-EasyPost - Groupama-FDJ - Ineos Grenadiers - Intermarché-Circus-Wanty - Arkéa-Samsic - Trek-Segafredo - UAE Team Emirates UCI ProTeams (6)- Bingoal WB - Team Corratec - Eolo-Kometa - Green Project-Bardiani CSF-Faizanè - Lotto Dstny - Team Novo Nordisk UCI Kontinentalhold (5)- Beltrami TSA-Tre Colli - Biesse-Carrera - Colpack Ballan - General Store-Essegibi-F.lli Curia - Team Technipes #inEmiliaRomagna |
| |

### Danske ryttere
| Danske ryttere på startlisten |                 |                     |           |
| Rygnummer                     | Rytter          | Hold                | Placering |
| 184                           | Anders Foldager | Team Biesse-Carrera | 30        |

* DNF = gennemførte ikke

### Startliste
| UAE Team Emirates UAD | UAE Team Emirates UAD | UAE Team Emirates UAD |
| --------------------- | --------------------- | --------------------- |
| Nr.                   | Rytter                | Placering             |
| 1                     | Alessandro Covi (ITA) | 3.                    |
| 2                     | Ivo Oliveira (POR)    | DNF                   |
| 3                     | Sjoerd Bax (NED)      | DNF                   |
| 4                     | George Bennett (NZL)  | DNF                   |
| 5                     | Ryan Gibbons (RSA)    | 21.                   |
| 6                     | Diego Ulissi (ITA)    | 9.                    |
| 7                     | Michael Vink (NZL)    | DNF                   |

| Intermarché-Circus-Wanty ICW | Intermarché-Circus-Wanty ICW | Intermarché-Circus-Wanty ICW |
| ---------------------------- | ---------------------------- | ---------------------------- |
| Nr.                          | Rytter                       | Placering                    |
| 11                           | Francesco Busatto (ITA)      | DNF                          |
| 12                           | Lilian Calmejane (FRA)       | 11.                          |
| 13                           | Rui Costa (POR)              | DNF                          |
| 14                           | Biniam Girmay (ERI)          | DNF                          |
| 15                           | Laurens Huys (BEL)           | DNF                          |
| 16                           | Lorenzo Rota (ITA)           | 4.                           |
| 17                           | Georg Zimmermann (GER)       | 10.                          |

| Ineos Grenadiers IGD | Ineos Grenadiers IGD              | Ineos Grenadiers IGD |
| -------------------- | --------------------------------- | -------------------- |
| Nr.                  | Rytter                            | Placering            |
| 21                   | Leo Hayter (GBR)                  | DNF                  |
| 22                   | Kim Heiduk (GER)                  | DNF                  |
| 23                   | Michael Leonard (CAN)             | DNF                  |
| 24                   | Brandon Rivera (COL)              | DNF                  |
| 25                   | Carlos Rodríguez (ESP) (landevej) | 15.                  |

| Cofidis COF | Cofidis COF              | Cofidis COF |
| ----------- | ------------------------ | ----------- |
| Nr.         | Rytter                   | Placering   |
| 31          | Simone Consonni (ITA)    | DNF         |
| 32          | Alexandre Delettre (FRA) | DNF         |
| 33          | Eddy Finé (FRA)          | DNF         |
| 34          | Victor Lafay (FRA)       | 16.         |
| 35          | Axel Mariault (FRA)      | DNF         |
| 36          | Rémy Rochas (FRA)        | DNF         |
| 37          | Harrison Wood (GBR)      | 28.         |

| Trek-Segafredo TFS | Trek-Segafredo TFS            | Trek-Segafredo TFS |
| ------------------ | ----------------------------- | ------------------ |
| Nr.                | Rytter                        | Placering          |
| 41                 | Dario Cataldo (ITA)           | DNF                |
| 42                 | Giulio Ciccone (ITA)          | DNF                |
| 43                 | Amanuel Ghebreigzabhier (ERI) | DNF                |
| 44                 | Markus Hoelgaard (NOR)        | DNF                |
| 45                 | Bauke Mollema (NED)           | DNF                |
| 46                 | Natnael Tesfatsion (ERI)      | DNF                |

| Groupama-FDJ GFC | Groupama-FDJ GFC         | Groupama-FDJ GFC |
| ---------------- | ------------------------ | ---------------- |
| Nr.              | Rytter                   | Placering        |
| 51               | Lorenzo Germani (ITA)    | 12.              |
| 52               | Romain Grégoire (FRA)    | 6.               |
| 53               | Matthieu Ladagnous (FRA) | DNF              |
| 54               | Lenny Martinez (FRA)     | 35.              |
| 55               | Rudy Molard (FRA)        | 18.              |
| 56               | Enzo Paleni (FRA)        | DNF              |
| 57               | Thibaut Pinot (FRA)      | DNF              |

| AG2R Citroën Team ACT | AG2R Citroën Team ACT        | AG2R Citroën Team ACT |
| --------------------- | ---------------------------- | --------------------- |
| Nr.                   | Rytter                       | Placering             |
| 61                    | Alex Baudin (FRA)            | 19.                   |
| 62                    | Benoît Cosnefroy (FRA)       | 8.                    |
| 63                    | Jaakko Hänninen (FIN)        | DNF                   |
| 64                    | Valentin Paret-Peintre (FRA) | DNF                   |
| 65                    | Nans Peters (FRA)            | 1.                    |
| 66                    | Andrea Vendrame (ITA)        | 2.                    |
| 67                    | Clément Venturini (FRA)      | 31.                   |

| EF Education-EasyPost EFE | EF Education-EasyPost EFE        | EF Education-EasyPost EFE |
| ------------------------- | -------------------------------- | ------------------------- |
| Nr.                       | Rytter                           | Placering                 |
| 71                        | Alberto Bettiol (ITA)            | DNF                       |
| 72                        | Jonathan Caicedo (ECU)           | DNF                       |
| 73                        | Jefferson Alexander Cepeda (ECU) | 7.                        |
| 74                        | Odd Christian Eiking (NOR)       | 25.                       |
| 75                        | Merhawi Kudus (ERI) (landevej)   | 29.                       |
| 76                        | Mark Padun (UKR)                 | DNF                       |
| 77                        | Andrea Piccolo (ITA)             | 13.                       |

| Arkéa-Samsic ARK | Arkéa-Samsic ARK          | Arkéa-Samsic ARK |
| ---------------- | ------------------------- | ---------------- |
| Nr.              | Rytter                    | Placering        |
| 81               | Clément Champoussin (FRA) | 5.               |
| 82               | Louis Barré (FRA)         | DNF              |
| 83               | Ewen Costiou (FRA)        | 14.              |
| 84               | Élie Gesbert (FRA)        | DNF              |
| 86               | Laurent Pichon (FRA)      | DNF              |
| 87               | Alessandro Verre (ITA)    | DNF              |

| Green Project-Bardiani CSF-Faizanè BCF | Green Project-Bardiani CSF-Faizanè BCF | Green Project-Bardiani CSF-Faizanè BCF |
| -------------------------------------- | -------------------------------------- | -------------------------------------- |
| Nr.                                    | Rytter                                 | Placering                              |
| 91                                     | Luca Covili (ITA)                      | 22.                                    |
| 93                                     | Alessio Martinelli (ITA)               | DNF                                    |
| 94                                     | Henok Mulubrhan (ERI)                  | DNF                                    |
| 95                                     | Giulio Pellizzari (ITA)                | 34.                                    |
| 96                                     | Alessandro Pinarello (ITA)             | 32.                                    |
| 97                                     | Alessandro Santaromita (ITA)           | DNF                                    |

| Bingoal WB BWB | Bingoal WB BWB            | Bingoal WB BWB |
| -------------- | ------------------------- | -------------- |
| Nr.            | Rytter                    | Placering      |
| 101            | Floris De Tier (BEL)      | DNF            |
| 102            | Rémy Mertz (BEL)          | DNF            |
| 103            | Dimitri Peyskens (BEL)    | DNF            |
| 104            | Lennert Teugels (BEL)     | 27.            |
| 105            | Marco Tizza (ITA)         | 23.            |
| 106            | Luca Van Boven (BEL)      | DNF            |
| 107            | Aaron Van der Beken (BEL) | DNF            |

| Team Corratec COR | Team Corratec COR       | Team Corratec COR |
| ----------------- | ----------------------- | ----------------- |
| Nr.               | Rytter                  | Placering         |
| 111               | Valerio Conti (ITA)     | DNF               |
| 112               | Davide Baldaccini (ITA) | DNF               |
| 113               | Stefano Gandin (ITA)    | DNF               |
| 114               | Marco Murgano (ITA)     | DNF               |
| 115               | Jan Stöckli (SUI)       | DNF               |
| 116               | Veljko Stojnić (SRB)    | DNF               |
| 117               | Germán Tivani (ARG)     | 33.               |

| Eolo-Kometa EOK | Eolo-Kometa EOK           | Eolo-Kometa EOK |
| --------------- | ------------------------- | --------------- |
| Nr.             | Rytter                    | Placering       |
| 121             | Lorenzo Fortunato (ITA)   | 26.             |
| 122             | Davide Bais (ITA)         | DNF             |
| 123             | Alessandro Fancellu (ITA) | DNF             |
| 124             | Andrea Garosio (ITA)      | DNF             |
| 125             | Francesco Gavazzi (ITA)   | 20.             |
| 126             | Davide Piganzoli (ITA)    | DNF             |
| 127             | Simone Raccani (ITA)      | DNF             |

| Lotto Dstny LTD | Lotto Dstny LTD           | Lotto Dstny LTD |
| --------------- | ------------------------- | --------------- |
| Nr.             | Rytter                    | Placering       |
| 131             | Johannes Adamietz (GER)   | DNF             |
| 132             | Ramses Debruyne (BEL)     | 24.             |
| 133             | Arjen Livyns (BEL)        | DNF             |
| 134             | Sylvain Moniquet (BEL)    | 17.             |
| 135             | Mathijs Paasschens (NED)  | DNF             |
| 136             | Lennert Van Eetvelt (BEL) | DNS             |
| 137             | Maxim Van Gils (BEL)      | DNF             |

| Team Novo Nordisk TNN | Team Novo Nordisk TNN | Team Novo Nordisk TNN |
| --------------------- | --------------------- | --------------------- |
| Nr.                   | Rytter                | Placering             |
| 141                   | Hamish Beadle (NZL)   | DNF                   |
| 142                   | Joonas Henttala (FIN) | DNF                   |
| 143                   | Declan Irvine (AUS)   | DNF                   |
| 144                   | Matyáš Kopecký (CZE)  | DNF                   |
| 145                   | Andrea Peron (ITA)    | DNF                   |
| 146                   | Umberto Poli (ITA)    | DNF                   |
| 147                   | Filippo Ridolfo (ITA) | DNF                   |

| Team Technipes #inEmiliaRomagna TER | Team Technipes #inEmiliaRomagna TER | Team Technipes #inEmiliaRomagna TER |
| ----------------------------------- | ----------------------------------- | ----------------------------------- |
| Nr.                                 | Rytter                              | Placering                           |
| 151                                 | Emanuele Ansaloni (ITA)             | DNF                                 |
| 152                                 | Davide Dapporto (ITA)               | DNF                                 |
| 153                                 | Romaric Forqués (FRA)               | DNF                                 |
| 154                                 | Andrea Innocenti (ITA)              | DNF                                 |
| 155                                 | Alessandro Monaco (ITA)             | DNF                                 |
| 156                                 | Martin Nessler (ITA)                | DNF                                 |
| 157                                 | Gabriele Petrelli (ITA)             | DNF                                 |

| General Store-Essegibi-F.lli Curia GEF | General Store-Essegibi-F.lli Curia GEF | General Store-Essegibi-F.lli Curia GEF |
| -------------------------------------- | -------------------------------------- | -------------------------------------- |
| Nr.                                    | Rytter                                 | Placering                              |
| 161                                    | Michele Berasi (ITA)                   | DNF                                    |
| 162                                    | Tommaso Bergagna (ITA)                 | DNF                                    |
| 163                                    | Gianmarco Carpene (ITA)                | DNF                                    |
| 164                                    | Samuele Carpene (ITA)                  | DNF                                    |
| 165                                    | Carlo Francesco Favretto (ITA)         | DNF                                    |
| 166                                    | Kevin Pezzo Rosola (ITA)               | DNF                                    |
| 167                                    | Diego Ressi (ITA)                      | DNF                                    |

| Colpack-Ballan CPK | Colpack-Ballan CPK            | Colpack-Ballan CPK |
| ------------------ | ----------------------------- | ------------------ |
| Nr.                | Rytter                        | Placering          |
| 171                | Luca Cretti (ITA)             | DNF                |
| 172                | Diego Bracalente (ITA)        | DNF                |
| 173                | Florian Samuel Kajamini (ITA) | DNF                |
| 174                | Sergio Meris (ITA)            | DNF                |
| 175                | Nicolas Milesi (ITA)          | DNF                |
| 176                | Pavel Novák (CZE)             | DNF                |
| 177                | Ronan O'Connor (IRL)          | DNF                |

| Biesse-Carrera BIE | Biesse-Carrera BIE         | Biesse-Carrera BIE |
| ------------------ | -------------------------- | ------------------ |
| Nr.                | Rytter                     | Placering          |
| 181                | Michael Belleri (ITA)      | DNF                |
| 182                | Pierelis Belletta (ITA)    | DNF                |
| 183                | Riccardo Ciuccarelli (ITA) | DNF                |
| 184                | Anders Foldager (DEN)      | 30.                |
| 185                | Francesco Galimberti (ITA) | DNF                |
| 186                | Lorenzo Galimberti (ITA)   | DNF                |
| 187                | Giacomo Villa (ITA)        | DNF                |

| Beltrami TSA-Tre Colli BTC | Beltrami TSA-Tre Colli BTC | Beltrami TSA-Tre Colli BTC |
| -------------------------- | -------------------------- | -------------------------- |
| Nr.                        | Rytter                     | Placering                  |
| 191                        | Andrea Biancalani (ITA)    | DNS                        |
| 192                        | Matteo Freddi (ITA)        | DNF                        |
| 193                        | Thomas Pesenti (ITA)       | DNF                        |
| 194                        | Lucio Pierantozzi (ITA)    | DNF                        |
| 195                        | Andrea Piras (ITA)         | DNF                        |
| 196                        | Alex Raimondi (ITA)        | DNF                        |
| 197                        | Michael Vanni (ITA)        | DNF                        |

| UAE Team Emirates UAD | UAE Team Emirates UAD | UAE Team Emirates UAD |
| --------------------- | --------------------- | --------------------- |
| Nr.                   | Rytter                | Placering             |
| 1                     | Alessandro Covi (ITA) | 3.                    |
| 2                     | Ivo Oliveira (POR)    | DNF                   |
| 3                     | Sjoerd Bax (NED)      | DNF                   |
| 4                     | George Bennett (NZL)  | DNF                   |
| 5                     | Ryan Gibbons (RSA)    | 21.                   |
| 6                     | Diego Ulissi (ITA)    | 9.                    |
| 7                     | Michael Vink (NZL)    | DNF                   |

| Intermarché-Circus-Wanty ICW | Intermarché-Circus-Wanty ICW | Intermarché-Circus-Wanty ICW |
| ---------------------------- | ---------------------------- | ---------------------------- |
| Nr.                          | Rytter                       | Placering                    |
| 11                           | Francesco Busatto (ITA)      | DNF                          |
| 12                           | Lilian Calmejane (FRA)       | 11.                          |
| 13                           | Rui Costa (POR)              | DNF                          |
| 14                           | Biniam Girmay (ERI)          | DNF                          |
| 15                           | Laurens Huys (BEL)           | DNF                          |
| 16                           | Lorenzo Rota (ITA)           | 4.                           |
| 17                           | Georg Zimmermann (GER)       | 10.                          |

| Ineos Grenadiers IGD | Ineos Grenadiers IGD              | Ineos Grenadiers IGD |
| -------------------- | --------------------------------- | -------------------- |
| Nr.                  | Rytter                            | Placering            |
| 21                   | Leo Hayter (GBR)                  | DNF                  |
| 22                   | Kim Heiduk (GER)                  | DNF                  |
| 23                   | Michael Leonard (CAN)             | DNF                  |
| 24                   | Brandon Rivera (COL)              | DNF                  |
| 25                   | Carlos Rodríguez (ESP) (landevej) | 15.                  |

| Cofidis COF | Cofidis COF              | Cofidis COF |
| ----------- | ------------------------ | ----------- |
| Nr.         | Rytter                   | Placering   |
| 31          | Simone Consonni (ITA)    | DNF         |
| 32          | Alexandre Delettre (FRA) | DNF         |
| 33          | Eddy Finé (FRA)          | DNF         |
| 34          | Victor Lafay (FRA)       | 16.         |
| 35          | Axel Mariault (FRA)      | DNF         |
| 36          | Rémy Rochas (FRA)        | DNF         |
| 37          | Harrison Wood (GBR)      | 28.         |

| Trek-Segafredo TFS | Trek-Segafredo TFS            | Trek-Segafredo TFS |
| ------------------ | ----------------------------- | ------------------ |
| Nr.                | Rytter                        | Placering          |
| 41                 | Dario Cataldo (ITA)           | DNF                |
| 42                 | Giulio Ciccone (ITA)          | DNF                |
| 43                 | Amanuel Ghebreigzabhier (ERI) | DNF                |
| 44                 | Markus Hoelgaard (NOR)        | DNF                |
| 45                 | Bauke Mollema (NED)           | DNF                |
| 46                 | Natnael Tesfatsion (ERI)      | DNF                |

| Groupama-FDJ GFC | Groupama-FDJ GFC         | Groupama-FDJ GFC |
| ---------------- | ------------------------ | ---------------- |
| Nr.              | Rytter                   | Placering        |
| 51               | Lorenzo Germani (ITA)    | 12.              |
| 52               | Romain Grégoire (FRA)    | 6.               |
| 53               | Matthieu Ladagnous (FRA) | DNF              |
| 54               | Lenny Martinez (FRA)     | 35.              |
| 55               | Rudy Molard (FRA)        | 18.              |
| 56               | Enzo Paleni (FRA)        | DNF              |
| 57               | Thibaut Pinot (FRA)      | DNF              |

| AG2R Citroën Team ACT | AG2R Citroën Team ACT        | AG2R Citroën Team ACT |
| --------------------- | ---------------------------- | --------------------- |
| Nr.                   | Rytter                       | Placering             |
| 61                    | Alex Baudin (FRA)            | 19.                   |
| 62                    | Benoît Cosnefroy (FRA)       | 8.                    |
| 63                    | Jaakko Hänninen (FIN)        | DNF                   |
| 64                    | Valentin Paret-Peintre (FRA) | DNF                   |
| 65                    | Nans Peters (FRA)            | 1.                    |
| 66                    | Andrea Vendrame (ITA)        | 2.                    |
| 67                    | Clément Venturini (FRA)      | 31.                   |

| EF Education-EasyPost EFE | EF Education-EasyPost EFE        | EF Education-EasyPost EFE |
| ------------------------- | -------------------------------- | ------------------------- |
| Nr.                       | Rytter                           | Placering                 |
| 71                        | Alberto Bettiol (ITA)            | DNF                       |
| 72                        | Jonathan Caicedo (ECU)           | DNF                       |
| 73                        | Jefferson Alexander Cepeda (ECU) | 7.                        |
| 74                        | Odd Christian Eiking (NOR)       | 25.                       |
| 75                        | Merhawi Kudus (ERI) (landevej)   | 29.                       |
| 76                        | Mark Padun (UKR)                 | DNF                       |
| 77                        | Andrea Piccolo (ITA)             | 13.                       |

| Arkéa-Samsic ARK | Arkéa-Samsic ARK          | Arkéa-Samsic ARK |
| ---------------- | ------------------------- | ---------------- |
| Nr.              | Rytter                    | Placering        |
| 81               | Clément Champoussin (FRA) | 5.               |
| 82               | Louis Barré (FRA)         | DNF              |
| 83               | Ewen Costiou (FRA)        | 14.              |
| 84               | Élie Gesbert (FRA)        | DNF              |
| 86               | Laurent Pichon (FRA)      | DNF              |
| 87               | Alessandro Verre (ITA)    | DNF              |

| Green Project-Bardiani CSF-Faizanè BCF | Green Project-Bardiani CSF-Faizanè BCF | Green Project-Bardiani CSF-Faizanè BCF |
| -------------------------------------- | -------------------------------------- | -------------------------------------- |
| Nr.                                    | Rytter                                 | Placering                              |
| 91                                     | Luca Covili (ITA)                      | 22.                                    |
| 93                                     | Alessio Martinelli (ITA)               | DNF                                    |
| 94                                     | Henok Mulubrhan (ERI)                  | DNF                                    |
| 95                                     | Giulio Pellizzari (ITA)                | 34.                                    |
| 96                                     | Alessandro Pinarello (ITA)             | 32.                                    |
| 97                                     | Alessandro Santaromita (ITA)           | DNF                                    |

| Bingoal WB BWB | Bingoal WB BWB            | Bingoal WB BWB |
| -------------- | ------------------------- | -------------- |
| Nr.            | Rytter                    | Placering      |
| 101            | Floris De Tier (BEL)      | DNF            |
| 102            | Rémy Mertz (BEL)          | DNF            |
| 103            | Dimitri Peyskens (BEL)    | DNF            |
| 104            | Lennert Teugels (BEL)     | 27.            |
| 105            | Marco Tizza (ITA)         | 23.            |
| 106            | Luca Van Boven (BEL)      | DNF            |
| 107            | Aaron Van der Beken (BEL) | DNF            |

| Team Corratec COR | Team Corratec COR       | Team Corratec COR |
| ----------------- | ----------------------- | ----------------- |
| Nr.               | Rytter                  | Placering         |
| 111               | Valerio Conti (ITA)     | DNF               |
| 112               | Davide Baldaccini (ITA) | DNF               |
| 113               | Stefano Gandin (ITA)    | DNF               |
| 114               | Marco Murgano (ITA)     | DNF               |
| 115               | Jan Stöckli (SUI)       | DNF               |
| 116               | Veljko Stojnić (SRB)    | DNF               |
| 117               | Germán Tivani (ARG)     | 33.               |

| Eolo-Kometa EOK | Eolo-Kometa EOK           | Eolo-Kometa EOK |
| --------------- | ------------------------- | --------------- |
| Nr.             | Rytter                    | Placering       |
| 121             | Lorenzo Fortunato (ITA)   | 26.             |
| 122             | Davide Bais (ITA)         | DNF             |
| 123             | Alessandro Fancellu (ITA) | DNF             |
| 124             | Andrea Garosio (ITA)      | DNF             |
| 125             | Francesco Gavazzi (ITA)   | 20.             |
| 126             | Davide Piganzoli (ITA)    | DNF             |
| 127             | Simone Raccani (ITA)      | DNF             |

| Lotto Dstny LTD | Lotto Dstny LTD           | Lotto Dstny LTD |
| --------------- | ------------------------- | --------------- |
| Nr.             | Rytter                    | Placering       |
| 131             | Johannes Adamietz (GER)   | DNF             |
| 132             | Ramses Debruyne (BEL)     | 24.             |
| 133             | Arjen Livyns (BEL)        | DNF             |
| 134             | Sylvain Moniquet (BEL)    | 17.             |
| 135             | Mathijs Paasschens (NED)  | DNF             |
| 136             | Lennert Van Eetvelt (BEL) | DNS             |
| 137             | Maxim Van Gils (BEL)      | DNF             |

| Team Novo Nordisk TNN | Team Novo Nordisk TNN | Team Novo Nordisk TNN |
| --------------------- | --------------------- | --------------------- |
| Nr.                   | Rytter                | Placering             |
| 141                   | Hamish Beadle (NZL)   | DNF                   |
| 142                   | Joonas Henttala (FIN) | DNF                   |
| 143                   | Declan Irvine (AUS)   | DNF                   |
| 144                   | Matyáš Kopecký (CZE)  | DNF                   |
| 145                   | Andrea Peron (ITA)    | DNF                   |
| 146                   | Umberto Poli (ITA)    | DNF                   |
| 147                   | Filippo Ridolfo (ITA) | DNF                   |

| Team Technipes #inEmiliaRomagna TER | Team Technipes #inEmiliaRomagna TER | Team Technipes #inEmiliaRomagna TER |
| ----------------------------------- | ----------------------------------- | ----------------------------------- |
| Nr.                                 | Rytter                              | Placering                           |
| 151                                 | Emanuele Ansaloni (ITA)             | DNF                                 |
| 152                                 | Davide Dapporto (ITA)               | DNF                                 |
| 153                                 | Romaric Forqués (FRA)               | DNF                                 |
| 154                                 | Andrea Innocenti (ITA)              | DNF                                 |
| 155                                 | Alessandro Monaco (ITA)             | DNF                                 |
| 156                                 | Martin Nessler (ITA)                | DNF                                 |
| 157                                 | Gabriele Petrelli (ITA)             | DNF                                 |

| General Store-Essegibi-F.lli Curia GEF | General Store-Essegibi-F.lli Curia GEF | General Store-Essegibi-F.lli Curia GEF |
| -------------------------------------- | -------------------------------------- | -------------------------------------- |
| Nr.                                    | Rytter                                 | Placering                              |
| 161                                    | Michele Berasi (ITA)                   | DNF                                    |
| 162                                    | Tommaso Bergagna (ITA)                 | DNF                                    |
| 163                                    | Gianmarco Carpene (ITA)                | DNF                                    |
| 164                                    | Samuele Carpene (ITA)                  | DNF                                    |
| 165                                    | Carlo Francesco Favretto (ITA)         | DNF                                    |
| 166                                    | Kevin Pezzo Rosola (ITA)               | DNF                                    |
| 167                                    | Diego Ressi (ITA)                      | DNF                                    |

| Colpack-Ballan CPK | Colpack-Ballan CPK            | Colpack-Ballan CPK |
| ------------------ | ----------------------------- | ------------------ |
| Nr.                | Rytter                        | Placering          |
| 171                | Luca Cretti (ITA)             | DNF                |
| 172                | Diego Bracalente (ITA)        | DNF                |
| 173                | Florian Samuel Kajamini (ITA) | DNF                |
| 174                | Sergio Meris (ITA)            | DNF                |
| 175                | Nicolas Milesi (ITA)          | DNF                |
| 176                | Pavel Novák (CZE)             | DNF                |
| 177                | Ronan O'Connor (IRL)          | DNF                |

| Biesse-Carrera BIE | Biesse-Carrera BIE         | Biesse-Carrera BIE |
| ------------------ | -------------------------- | ------------------ |
| Nr.                | Rytter                     | Placering          |
| 181                | Michael Belleri (ITA)      | DNF                |
| 182                | Pierelis Belletta (ITA)    | DNF                |
| 183                | Riccardo Ciuccarelli (ITA) | DNF                |
| 184                | Anders Foldager (DEN)      | 30.                |
| 185                | Francesco Galimberti (ITA) | DNF                |
| 186                | Lorenzo Galimberti (ITA)   | DNF                |
| 187                | Giacomo Villa (ITA)        | DNF                |

| Beltrami TSA-Tre Colli BTC | Beltrami TSA-Tre Colli BTC | Beltrami TSA-Tre Colli BTC |
| -------------------------- | -------------------------- | -------------------------- |
| Nr.                        | Rytter                     | Placering                  |
| 191                        | Andrea Biancalani (ITA)    | DNS                        |
| 192                        | Matteo Freddi (ITA)        | DNF                        |
| 193                        | Thomas Pesenti (ITA)       | DNF                        |
| 194                        | Lucio Pierantozzi (ITA)    | DNF                        |
| 195                        | Andrea Piras (ITA)         | DNF                        |
| 196                        | Alex Raimondi (ITA)        | DNF                        |
| 197                        | Michael Vanni (ITA)        | DNF                        |